# Аугустовски окръг
Аугустовски окръг (на полски: Powiat augustowski; на беларуски: Аўгустоўскі павет) е окръг в Подляско войводство, Североизточна Полша. Заема площ от 1659,39 km2.
Административен център е град Аугустов.

## География
Окръгът се намира в историческата област Судовия. Разположен е на границата с Беларус, в северната част на войводството.

## Население
Населението на окръга възлиза на 59 976 души (2012 г.). Гъстотата е 36 души/km2.

## Административно деление
Административно окръгът е разделен на 7 общини.
Градска община:
- Аугустов

Градско-селска община:
- Община Липск

Селски общини:
- Община Аугустов
- Община Барглов Кошчелни
- Община Новинка
- Община Пласка
- Община Щабин

## Фотогалерия
- Аугустов
- Липск